# アルパスラン・エズトゥルク
アルバスラン・エズトゥルク（Alpaslan Öztürk, 1993年7月16日 - ）は、ベルギー・アントワープ出身のサッカー選手。ガラタサライSK所属。トルコ代表。ポジションはディフェンダー。

## 経歴
ベルギーのアントワープ出身で、トルコ系の血をひく。ベールスホットのアカデミーに加入したのち2009年にイギリスに渡り、バーミンガム・シティFCに加入した。リザーブチームでの出場を経て、トップチームには2011年に招集されるが、出場機会は訪れなかった。
2011-12シーズンにはベルギーに戻り、ベールスホットに再度加入した。しかし、翌シーズン終了後にベールスホットが破産したため、フリーエージェントとなったため、2013年6月に、スタンダール・リエージュと5年契約を結んだ。
2013-14シーズンは冬よりカスムパシャSKに期限付き移籍した。7月には再び期限付き移籍した。
2021-22シーズンはガラタサライSKに3年契約で加入した。